# Deák Ferenc utca (Budapešť)
Deák Ferenc utca je ulice v hlavním městě Maďarska, Budapešti. Leží v samotném středu města, v pátém obvodě. Spojuje náměstí Viagdó tér na břehu řeky Dunaje západo-východním směrem s náměstím Ference Deáka v délce 380 metrů.

## Název
Ulice je pojmenována po Ferenci Deákovi, maďarském (uherském) politikovi z 19. století.

## Historie
Ulice vznikla ve své dnešní trase v roce 1789.
Ulice představuje severní hranici staré Pešti. Na historické mapě města se objevila v roce 1837 pod německým názvem Grosse Bruck Strasse (Velkomostecká ulice). Její název odkazoval k pontonovému mostu přes Dunaj, který začínal na jejím západním konci v místě dnešního náměstí Vigadó tér. Tento název měla ještě v roce 1854, kdy původní most byl odstraněn. V 60. letech 19. století se název změnil na současný, který se dochoval již přes celé 20. století až dodnes.

## Doprava
Jedná se o klidnou pěší zónu v centru města.

## Významné objekty
- Palác Vigadó
- Kempinski Hotel Corvinus
- Velvyslanectví Litvy
- Galerie Deák 17
- Budova Chemolimpexu